# Anne André-Léonard
Anne André-Léonard (ur. 16 listopada 1948 w Schaerbeek) – belgijska i walońska polityk, samorządowiec, posłanka do Parlamentu Europejskiego kilku kadencji.

## Życiorys
Karierę zawodową rozpoczęła jako urzędnik w resorcie spraw gospodarczych. W 1976 została radną w Ottignies-Louvain-la-Neuve, od 1981 do 2000 zajmowała stanowisko wiceburmistrza tej miejscowości (od 1989 do 1991 pierwszego zastępcy burmistrza). Między 1999 i 2000 wchodziła w skład rządowej komisji ds. uproszczenia prawa. Następnie przez sześć lat pełniła funkcję członka władz prowincji Brabancja Walońska.
Zaangażowała się w działalność Partii Reformatorsko-Liberalnej, z którą w 2002 współtworzyła Ruch Reformatorski. Trzykrotnie sprawowała mandat deputowanej do Parlamentu Europejskiego. W 1985 została posłanką II kadencji (do 1989). Nie uzyskała reelekcji, jednak do PE powróciła w 1991, zasiadając w nim do 1999 w okresie III i IV kadencji. Po raz kolejny była deputowaną V kadencji (od 2003 do 2004). W Europarlamencie należała do grup liberalnych, pracowała w komisjach społecznych (m.in. w Komisji Zatrudnienia i Spraw Socjalnych).
W latach 2006–2008 była belgijskim komisarzem ds. Expo 2008 w Saragossie.